# Florencio Mayé Elá
Florencio Mayé Elá Mangue (Mongomo, 1944) é um militar, político e diplomata equato-guineense.

## Biografia
Durante a década de 1960 completou a sua formação militar na Academia Militar de Saragoça, juntamente com Teodoro Obiang, Eulogio Oyó e outros futuros militares guinéu-equatorianos.
Sob a ditadura de Francisco Macías foi chefe da Marinha Nacional. Participou do golpe de Estado de 3 de agosto de 1979 e do governo subsequente do Conselho Militar Supremo como vice-presidente e ministro das Relações Exteriores participando da assinatura do Tratado de Amizade e Cooperação entre Espanha e Guiné Equatorial de 1980. Foi condecorado na Espanha com a Ordem de Isabel a Católica, juntamente com Salvador Elá Nseng e Juan Manuel Tray.
Sob o regime de Teodoro Obiang serviu como embaixador na ONU entre dezembro de 1982 e dezembro de 1987, e nos Camarões a partir de dezembro de 2006. Em setembro de 2008 esteve envolvido no sequestro do refugiado político Cipriano Nguema Mba nos Camarões, motivo pelo qual o país declarou Mayé Elá persona non grata, por isso, teve que abandonar o cargo. Foi sucedido por Pedro Elá Nguema Buna.
Nas eleições legislativas em 2013, foi eleito senador em representação do Partido Democrático da Guiné Equatorial (PDGE). Fez parte da Comissão Permanente de Política Externa, Cooperação Internacional e Integração e da Comissão Permanente de Defesa e Segurança do Estado. Ele deixou o cargo em 2018.
É sogro do Ministro de Minas e Hidrocarbonetos e filho do Presidente Obiang, Gabriel Mbega Obiang.